# Cyril Clarke
Pour les articles homonymes, voir Clarke.
Cyril Astley Clarke (22 août 1907 - 21 novembre 2000) est un médecin, généticien et lépidoptériste britannique. Il est connu pour son travail de pionnier sur la prévention de la maladie Rh du nouveau-né, ainsi que pour ses travaux sur la génétique des lépidoptères (papillons et mites),.

## Biographie
Cyril Clarke est né le 22 août 1907 à Leicester, en Angleterre, et fait ses études à la Wyggeston Grammar School for Boys de Leicester et à l'Oundle School près de Peterborough. Son intérêt pour les papillons et les mites commence à l'école. Il étudie les sciences naturelles au Gonville and Caius College de Cambridge, où il obtient son diplôme en 1929, puis la médecine au Guy's Hospital de Londres, où il obtient son diplôme en 1932. Pendant la Seconde Guerre mondiale, il travaille comme médecin spécialiste dans la Royal Naval Volunteer Reserve. Après la guerre, Clarke travaille comme registraire au Queen Elizabeth Hospital de Birmingham, puis comme médecin consultant aux United Liverpool Hospitals. En 1963, il est nommé directeur de l'unité Nuffield de génétique médicale basée à l'Université de Liverpool et deux ans plus tard, il est nommé professeur de médecine. Il occupe ces postes jusqu'à sa retraite en 1972. À la retraite, il est président du Collège royal des médecins (1972-1977).
Clarke aide à développer la technique consistant à administrer aux femmes Rh négatif des injections intermusculaires d'anticorps anti-RhD pendant la grossesse pour prévenir la maladie Rh chez leurs nouveau-nés. C'est l'une des avancées majeures de la médecine préventive de la seconde moitié du XXe siècle.
Clarke répond à une annonce dans un magazine d'insectes pour les pupes de papillon machaon qui a été placée par Philip Sheppard. Ils se rencontrent et commencent à travailler ensemble dans leur intérêt commun pour la lépidoptérie. À partir de 1959, ils commencent à exploiter un piège à mites à Caldy Common, près de West Kirby, Wirral, Angleterre. Ils étudient la teigne poivrée, la teigne du tigre écarlate et le papillon machaon. Ils publient des articles sur la génétique des lépidoptères et aussi sur la maladie Rh. Clarke poursuit ses recherches à sa retraite et en 1988, il redécouvre une colonie de teignes du tigre écarlate sur le Wirral Way, West Kirby, qui a été créée en 1961 par Philip Sheppard. La colonie est utile pour l'étude de la génétique des changements dans les populations.
Il épouse Frieda (ou Féo) en 1934. Lady Clarke est décédée en 1998. Cyril Clarke est décédé en 2000. Ils ont trois fils, dont l'un est un neurologue consultant.
En 1969, il reçoit l'Ordre de l'Empire britannique (CBE) et en 1974, est fait Chevalier. Le 19 mars 1970, il est élu membre de la Royal Society (FRS). En 1977, il reçoit le Prix Gairdner, en 1980, le Prix Lasker, conjointement avec Ronald Finn, John Gorman, Vincent Freda et William Pollack pour leur travail de pionnier sur le système de groupe sanguin rhésus, le rôle des anticorps rhésus D dans l'étiologie de la maladie Rh et la prévention de la maladie Rh. En 1981, il reçoit la Médaille linnéenne de la Linnean Society of London, en 1990, la Médaille Buchanan de la Royal Society du Royaume-Uni pour ses travaux sur la Maladie hémolytique du nouveau-né.